# 프리드리히 빌헬름 무르나우
프리드리히 빌헬름 무르나우(Friedrich Wilhelm Murnau, 1889년 12월 28일 ~ 1931년 3월 11일)는 독일의 영화감독으로, 독일과 할리우드에서 활동하였다. 그는 카메라를 등장인물의 감정상태를 주관적으로 해석하는 도구로 사용함으로써 표현주의 예술에 중요한 공헌을 하였다.

## 영향과 간추린 역사
하이델베르크 대학교·베를린 대학교에서 공부하면서 유명한 독일의 연출가 막스 라인하르트의 혁신적인 연극기법에 큰 영향을 받았다. 제1차 세계대전중 군대에 복무하면서 선전용 영화의 제작을 도왔다. 전쟁 이후에 무수한 영화를 만들었는데, 그 가운데는 〈야누스의 얼굴 Der Januskopf〉(1920, 로버트 루이스 스티븐슨의 원작을 바탕으로 한 작품으로 〈지킬박사와 하이드씨 Dr.Jekyll and Mr.Hyde〉라고도 함)과 〈유령의 성 Schloss Vogelöd〉(1921), 클로즈업 기법을 사용해 박진감을 높인 〈불타는 평원 Der brennender Acker〉(1922) 등이 있다. 이들 영화는 모두 표현주의 양식의 시작을 보여주며, 그의 초창기 카메라 실험을 담고 있다. 그의 첫 주요작품인 〈노스페라투: 공포의 교향곡 Nosferatu〉(1922)는 흡혈귀 전설을 영화화한 작품으로 검은 하늘과 흰 나무를 대비시켜 음화 영상 같은 기술 효과를 조성해냈다. 무르나우는 〈타르튀프 Tartüff〉(1925)·〈파우스트 Faust〉(1926)에 이어 할리우드에서 〈일출 Sunrise〉(1927)·〈4명의 악마 Four Devils〉(1928)·〈도시 소녀 City Girl〉(1930)등의 영화를 만들었다. 마지막 영화는 〈타부 Tabu〉(1931)로, 선구적인 기록영화 작가 로버트 플라어티와 공동으로 감독했다.

## 〈마지막 사람 Der letzte Mann〉(1924)
독창적인 대본작가 카를 마이어와 함께 만든 영화로, 무르나우는 이 영화를 통해 독일의 일류 감독들과 어깨를 나란히 하게 되었다. 한 늙은 호텔 도어맨이 호텔에서 해고당해 좌절감에 빠져있다가 마지막에 뜻하지 않게 보상받게 된다는 내용으로 주인공의 인생유전을 추적하고 있다. 늙은 도어맨의 감정을 기록하기 위해 이 영화에서 사용한 카메라 이동기법과 해석적인 카메라 이용법은 국제 영화계에 충격을 주었다. 이 작품에서 카메라는 도시의 거리와 혼잡한 빈민가, 호텔 복도 등을 따라 움직이면서 사람과 사건들을 제한된 시야 속에 포착해 영화 전체를 하나로 묶는 역할을 한다.